# IPhone XR
L'iPhone Xr (numero romano "X" pronunciato "dieci") è uno smartphone progettato e venduto da Apple. Appartenente alla dodicesima generazione di iPhone, è stato annunciato il 12 settembre 2018 allo Steve Jobs Theater, insieme agli iPhone XS e XS Max. Il pre-ordine iniziò il 19 ottobre 2018 e fu messo in vendita il 26 ottobre 2018.

## Storia
L'iPhone Xr è stato annunciato il 12 settembre 2018 al Steve Jobs Theater dell'Apple Park da Philip W. Schiller, insieme ai modelli iPhone XS e XS Max. I preordini iniziarono il 19 ottobre dello stesso anno la vendita dal 26 ottobre.
Dal 13 settembre 2021, con l'ingresso sul mercato degli iPhone 13 Mini, 13, 13 Pro e 13 Pro Max, l'iPhone XR è uscito di produzione e di listino.

## Caratteristiche

### Hardware

#### Chip
l'iPhone Xr è dotato del chip A12 Bionic, un SoC a 6 core (2 ad alte prestazioni e 4 ad alta efficienza), affiancato da una GPU a 4 core e dal Neural Engine di seconda generazione a 8 core. È prodotto con un processo produttivo a 7nm.

#### Display
Il display è un LCD "Liquid Retina" con una risoluzione di 1792 × 828 pixel e una densità di pixel di 326 ppi. Invece del 
L'iPhone Xr è il primo iPhone che sostituisce il 3D Touch con l'Haptic Touch, dove la pressione sensibile allo schermo viene sostituita da una pressione prolungata.

#### Fotocamera
L'iPhone Xr monta una singola fotocamera posteriore da 12 MP con lente grandangolare e apertura f/1.8.

### Software
L'iPhone Xr è stato commercializzato con il sistema operativo iOS 12 e supporta aggiornamenti fino ad iOS 18, rilasciato a settembre 2024.

## Design
Il design dell'iPhone Xr riprende sia a quello degli iPhone X e XS, sia a quello degli iPhone 7 ed 8, con un display anteriore a tutto schermo e un pannello posteriore in vetro a fotocamera singola.
Con una cornice in alluminio opaco, l'iPhone Xr dispone di una cornice anteriore nera, più spessa rispetto ai modelli Xs e Xs Max, mentre il pannello posteriore è in vetro e disponibile in 6 colorazioni: bianco, nero, blu, giallo, corallo, rosso (Product Red).

## Colorazioni
| Colorazioni | Colorazioni | Colorazioni |
| Nome        | Nome        | Fronte      |
| ----------- | ----------- | ----------- |
|             | Bianco      | Nero        |
|             | Nero        | Nero        |
|             | Blu         | Nero        |
|             | Giallo      | Nero        |
|             | Corallo     | Nero        |
|             | Product Red | Nero        |

## Spot pubblicitari
- Apple, Policromia, su YouTube.
- Apple, Display, su YouTube.
- Apple, Fiumi di colore, su YouTube.
- Apple, Batteria - Ore piccole/A+B+C, su YouTube.
- Apple, Sfondo, su YouTube.